# فنسنت دروين
فنسنت دروين هو محامي وسياسي كندي، ولد في 29 مارس 1932 في Saint-Benoît, Quebec ‏ في كندا، وتوفي في 1 سبتمبر 1979. نشط حزبياً في الحزب الليبرالي الكندي. وقد انتخب عضو مجلس العموم الكندي.